# Collada del Vent
La Collada del Vent és una collada situada a 2.229,6 m alt del límit dels termes comunals de Pi de Conflent, de la comarca del Conflent, i de Prats de Molló i la Presta, de la comarca del Vallespir, tots dos a la Catalunya del Nord.
És al nord-oest del terme de Prats de Molló i la Presta i al sud-est del de Pi de Conflent. És a prop al sud-oest del Cim dels Cums i al nord-est del Puig de la Collada Verda. És al capdamunt de la Vall de Cal Cabós.
La Collada del Vent és en moltes de les rutes excursionistes del Massís del Canigó.